# Begich Towers
O Begich Towers Condominium é um edifício na pequena cidade de Whittier, Alasca. A estrutura é notável por ser a residência de quase toda a população da cidade, bem como por conter muitos dos seus serviços públicos. Este edifício deu a Whittier o apelido de "Cidade sob o mesmo teto".

## História
A área onde atualmente fica Whittier foi desenvolvida durante a II Guerra Mundial, quando ele foi escolhido como o lugar para construir um porto militar e uma base logística para o Exército dos EUA. Após a guerra, as forças armadas previam a criação de um grande complexo na área. O que é agora o Begich Torres era parte do plano.
O edifício foi projetado em 1953 por Anton Anderson para ser a sede central do Corpo de Engenheiros do Exército. Ele foi chamado de Edifício Hodge em memória do Coronel William Walter Hodge, comandante do 93º Regimento de Engenheiros da Rodovia Alcan. O Edifício Hodge foi parte de um projeto maior, que incluía a construção de dez outras construções semelhantes para uso militar. Em 1957, o Edifício Buckner foi construído ao lado da torre, sendo, naquele momento, o maior edifício no Alasca. Apesar do plano ambicioso, foram apenas dois edifícios construídos e utilizados pelo Exército dos EUA até o início da década de 1960.
Em 1964, a área foi atingida por um tsunami causado pelo terremoto do Alasca de 1964, mas o dano não foi extenso. O Edifício Hodge foi transformado em um edifício público, com várias unidades, incluindo a sede das principais instituições e serviços comerciais da pequena cidade.
Em 1972, o edifício foi renomeado em memória de Nick Begich, um Congressista do Alasca que desaparecera na área e presume-se que tenha morrido em um acidente de avião. Em 1974, a Associação de Proprietários de Apartamentos Begich Towers Condominium Inc. tornou-se oficialmente o gestor de toda a estrutura.
Com a maioria da comunidade e dos seus serviços, quer no interior ou ligados ao edifício, os moradores são capazes de permanecer no interior do edifício por longos períodos de tempo.

## Recursos
Concluído em 1957, o prédio tem uma planta retangular e um terraço no topo. Tem 14 andares e é composto por três módulos interligados. O lado norte tem dois módulos salientes que formam duas torres quadradas. No interior, conjuntos de corredores e elevadores permitem que os moradores tenham acesso a todas as áreas do complexo.
Além das áreas residenciais, o edifício contém os serviços básicos de uma pequena cidade: um posto de correios, um pequeno supermercado, um hospital, o Departamento de Polícia de Whittier e o gabinete do prefeito. Há também uma pequena Igreja Metodista, uma mercearia, serviço de lavandaria, um pequeno hotel, sala de conferências e uma área de lazer com uma piscina interior.